# Bake Off Brasil
Bake Off Brasil es un programa de televisión de pastelería brasileño que busca al mejor pastelero amateur del país. El formato está basado en un espacio de televisión británico The Great British Bake Off y emitido por BBC desde 2010. La producción del programa corre a cargo de SBT en colaboración con BBC Worldwide. Es presentado por Fabiana Karla, y su jurado está compuesto por André Mifano y Carole Crema, y tuvo 10 temporadas normales, 3 temporadas especiales de fin de año, 3 temporadas júnior y 3 temporadas con celebridades.

## Formato
Éxito en casi una veintena de países, The Great Bake Off es un concurso en formato BBC Worldwide y ya llega a su quinta temporada en Inglaterra, su país de origen.
Otros países como Italia, Francia, Suecia y Holanda también produjeron varias temporadas del formato, logrando siempre excelentes resultados.
El programa se emite en un formato semanal, donde en cada programa un participante es eliminado. Consiste en dos pruebas semanales, un desafío técnico y un desafío creativo. En cada uno de ellos los participantes son evaluados por el jurado y, en función de los resultados obtenidos, deciden quién es el pastelero estrella de la semana y quién debe abandonar la competencia.
- Desafío Creativo: El jurado le da a los participantes una consigna general sobre qué tipo de preparación deben elaborar.
- Desafío Técnico: En este desafío se evalúa la técnica de los participantes, brindándoles una receta específica que deben reproducir con la mayor exactitud posible. En este caso, el jurado prueba las preparaciones sin saber quién las elaboró y clasifica a los participantes.

## Ediciones
| Edición        | Año  | Ganador              | Subcampeón        | Tercero            |
| -------------- | ---- | -------------------- | ----------------- | ------------------ |
| 1.ª temporada  | 2015 | Samira Ghannoum      | Ayrton Bartoleti  | Marília Beznos     |
| 2.ª temporada  | 2016 | Camila Poli          | Noemy Caangi      | Marcos Souza       |
| 3.ª temporada  | 2017 | Dário Heberson       | Johanna Aquino    | José Negreiros     |
| 4.ª temporada  | 2018 | Ricardo Daudt        | Nayane Capistrano | Núbia Moraes       |
| 5.ª temporada  | 2019 | Karoline Barbeirotti | João Francisco    | João Silveira      |
| 6.ª temporada  | 2020 | Priscilla Grasso     | Flávio Amoedo     | Thais Macedo       |
| 7.ª temporada  | 2021 | Gileade Santana      | Nathanael Santos  | Júlio Cepe         |
| 8.ª temporada  | 2022 | Camilo Lucas         | Leonardo Anterio  | Fabiano dos Santos |
| 9.ª temporada  | 2023 | Marcel Toni          | Fabiano Miranda   | Luan Gomes         |
| 10.ª temporada | 2024 | Eli Alencar          | Danilo Guerini    | Juliano Faller     |

### Primera temporada (2015)
La primera temporada de Bake Off Brasil fue estrenada 25 de julio de 2015 y finalizó el 17 de octubre de 2015, contó con 12 participantes y 13 episodios, siendo la ganadora Samira Ghannoum, el segundo lugar Ayrton Bartoleti y el tercer lugar Marília Beznos.

#### Participantes
| Nombre                 | Procedencia           | Edad    | Ocupación                 | Información                |
| ---------------------- | --------------------- | ------- | ------------------------- | -------------------------- |
| Samira Ghannoum        | Goiânia               | 42 años | Ama de casa               | Ganadora                   |
| Ayrton Bartoleti       | São Bernardo do Campo | 24 años | Ingeniero químico         | 2.º clasificado (duelista) |
| Marília Beznos         | São Paulo             | 45 años | Dentista                  | 3.ª clasificada            |
| Michael Ferreira       | São Paulo             | 27 años | Estudiante                | 10.º eliminado             |
| Juliana Ferraz         | São Paulo             | 24 años | Bloguera                  | 1.ª y 9.ª eliminada        |
| Humberto "Joca" Branco | Pindamonhangaba       | 43 años | Abogado                   | 8.º eliminado              |
| Bruno Sutil            | Porto Alegre          | 25 años | Analista de marketing     | 4.º y 7.º eliminado        |
| Gabriela "Gabi" Strano | Río de Janeiro        | 26 años | Luchadora de jiu-jitsu    | 6.ª eliminada              |
| Ronaldo Kurita         | Macapá                | 35 años | Arquitecto                | 5.º eliminado              |
| Márcia Lucas           | São Paulo             | 42 años | Arquitecta                | 3.ª eliminada              |
| Miguel Pompeia         | São Paulo             | 40 años | Administrador de empresas | Abandono voluntario        |
| Eliane Correia         | Palmares              | 40 años | Periodista                | 2.ª eliminada              |

### Segunda temporada (2016)
La segunda temporada de Bake Off Brasil fue estrenada 21 de mayo de 2016 y finalizó el 27 de agosto de 2016, contó con 14 participantes y 15 episodios, siendo la ganadora Camila Poli, el segundo lugar Noemy Caangi y el tercer lugar Marcos Souza.

#### Participantes
| Nombre            | Procedencia     | Edad    | Ocupación              | Información                |
| ----------------- | --------------- | ------- | ---------------------- | -------------------------- |
| Camila Poli       | Três Corações   | 32 años | Estudiante             | 7.ª eliminada y Ganadora   |
| Noemy Caangi      | São Paulo       | 56 años | Artista plástica       | 2.ª clasificada (duelista) |
| Marcos Souza      | São Paulo       | 26 años | Psicólogo              | 3.º clasificado            |
| Juliana Jabur     | Londrina        | 48 años | Ama de casa            | 13.ª eliminada             |
| Paula Jabur       | Londrina        | 25 años | Cantante               | 12.ª eliminada             |
| Lucas Fischer     | São Paulo       | 27 años | Coordenador pedagógico | 6.º y 11.º eliminado       |
| Gabriela Freire   | Petrolina       | 27 años | Periodista             | 10.ª eliminada             |
| Tiago Magane      | São Paulo       | 32 años | Sommelier              | 9.º eliminado              |
| Helga Litz        | São Paulo       | 60 años | Administradora         | 8.ª eliminada              |
| Murilo Marques    | Mauá            | 26 años | Ingeniero químico      | 5.º eliminado              |
| Vivian Nhoncance  | Santos          | 35 años | Publicista             | 4.ª eliminada              |
| Luciano Neves     | Itapetininga    | 32 años | Analista de marketing  | 3.º eliminado              |
| Tathianne Lemos   | Taboão da Serra | 42 años | Manicurista            | 2.ª eliminada              |
| Matheus Grandizol | Río de Janeiro  | 30 años | Camarero de cruceros   | 1.º eliminado              |

### Tercera temporada (2017)
La tercera temporada de Bake Off Brasil fue estrenada 12 de agosto de 2017 y finalizó el 16 de diciembre de 2017, contó con 16 participantes y 18 episodios, siendo el ganador Dário Heberson, el segundo lugar Johanna Aquino y el tercer lugar José Negreiros.

#### Participantes
| Nombre                 | Procedencia         | Edad    | Ocupación             | Información                |
| ---------------------- | ------------------- | ------- | --------------------- | -------------------------- |
| Dário Heberson         | Ribeira do Pombal   | 25 años | Funcionario público   | Ganador                    |
| Johanna Aquino         | Petrolina           | 29 años | Publicista            | 2.ª clasificada (duelista) |
| José Negreiros         | Campinas            | 35 años | Profesor de jiu-jitsu | 3.º clasificado            |
| Ney Martins            | Turvânia            | 29 años | Decorador             | 16.º eliminado             |
| Flavio Duarte          | Arapongas           | 44 años | Mayordomo             | 15.º eliminado             |
| Georgia "Gigi" Louzada | Blumenau            | 36 años | Azafata               | 14.ª eliminada             |
| Karyne Sugayama        | Londrina            | 38 años | Directora de arte     | 13.ª eliminada             |
| Marina Queiroz         | Río de Janeiro      | 36 años | Ex chica-funk         | 5.ª y 12.ª eliminada       |
| Richarles Rodrigues    | Rio Branco          | 21 años | Diseñador grafíco     | 9.º y 11.º eliminado       |
| Douglas de Oliveira    | Mogi das Cruzes     | 40 años | Sacerdote             | 2.º y 10.º eliminado       |
| Iaiá Sobrano           | Itápolis            | 67 años | Cocinera              | 8.ª eliminada              |
| Debora Leite           | São Paulo           | 29 años | Tesorera              | 7.ª eliminada              |
| Monique Tupi           | Jacinto             | 25 años | Dentista auxiliar     | 6.ª eliminada              |
| Liany Rocha            | São Paulo           | 39 años | Técnica contable      | 4.ª eliminada              |
| Nena María             | Palmeira dos Índios | 28 años | Fotógrafa             | 3.ª eliminada              |
| Sileide D'Amico        | São Paulo           | 35 años | Diseñadora de moda    | 1.ª eliminada              |

### Cuarta temporada (2018)
La cuarta temporada de Bake Off Brasil fue estrenada 11 de agosto de 2018 y finalizó el 15 de diciembre de 2018, contó con 16 participantes y 18 episodios, siendo el ganador Ricardo Daudt, el segundo lugar Nayane Capistrano y el tercer lugar Núbia Moraes.

#### Participantes
| Nombre                | Procedencia     | Edad    | Ocupación                 | Información                     |
| --------------------- | --------------- | ------- | ------------------------- | ------------------------------- |
| Ricardo Daudt         | Porto Alegre    | 40 años | Corredor de bienes raíces | Ganador                         |
| Nayane Capistrano     | Fortaleza       | 27 años | Estilista                 | 2.ª clasificada (duelista)      |
| Núbia Moraes          | Río de Janeiro  | 37 años | Artesana                  | 9.ª eliminada y 3.ª clasificada |
| Lolla Ramos           | Salvador        | 33 años | Secretaria                | 16.ª eliminada                  |
| Fatinha Costa-Brautau | São Paulo       | 57 años | Tesorera                  | 8.ª y 15.ª eliminada            |
| Luis "Mina" de Lyon   | Curitiba        | 29 años | Drag queen                | 14.º eliminado                  |
| Flávio Ribeiro        | São Paulo       | 39 años | Representante comercial   | 13.º eliminado                  |
| Tathi Schroeder       | Florianópolis   | 36 años | Bloguera                  | 12.ª eliminada                  |
| André Aquino          | Taubaté         | 38 años | Profesor universitario    | 5.º y 11.º eliminado            |
| Gislaine Ricci        | Mogi das Cruzes | 34 años | Cantinera                 | 10.ª eliminada                  |
| Paola Francoti        | São Paulo       | 27 años | Oficial del ejército      | 7.ª eliminada                   |
| Caroline Pinheiro     | Mossoró         | 35 años | Escritora                 | 6.ª eliminada                   |
| Edna Fonseca          | São Paulo       | 51 años | Farmacéutica              | 4.ª eliminada                   |
| Paulo Malacaia        | Ribeirão Preto  | 38 años | Administrador             | 3.º eliminado                   |
| Yuri Jaruskevicius    | São Paulo       | 36 años | Maestro                   | 2.º eliminado                   |
| Thiago Ribeiro        | Piracicaba      | 39 años | Ingeniero químico         | 1.º eliminado                   |

### Quinta temporada (2019)
La quinta temporada de Bake Off Brasil fue estrenada 10 de agosto de 2019 y finalizó el 14 de diciembre de 2019, contó con 16 participantes y 18 episodios, siendo la ganadora Karoline Barbeirotti, el segundo lugar João Francisco y el tercer lugar João Silveira.

#### Participantes
| Nombre                    | Procedencia     | Edad    | Ocupación                | Información                           |
| ------------------------- | --------------- | ------- | ------------------------ | ------------------------------------- |
| Karoline Barbeirotti      | Guarujá         | 23 años | Judoca                   | Ganadora                              |
| João Francisco            | Capão Bonito    | 27 años | Cocinero                 | 2.º clasificado (duelista)            |
| João Silveira             | Florianópolis   | 22 años | Artista plástico         | Abandono voluntario y 3.º clasificado |
| Bela Castro               | Campinas        | 25 años | Diseñadora grafíca       | 17.ª eliminada                        |
| Wayner Lyra               | Manaus          | 34 años | Tarotista                | 16.º eliminado                        |
| Yago Corrêa               | Mongaguá        | 23 años | Empleado de cafetería    | 15.º eliminado                        |
| Natália Kaufmann          | Petrópolis      | 29 años | Vendedora                | 5.ª y 14.ª eliminada                  |
| Herb D'Melo               | Primavera       | 28 años | Técnico informático      | 13.º eliminado                        |
| Claudio Gracas            | São Paulo       | 43 años | Ex-policía               | 7.º y 12.º eliminado                  |
| Carolina "Carol" Teixeira | Pindamonhangaba | 24 años | Empresaria               | 9.ª y 11.ª eliminada                  |
| Felipe Xenofonte          | Fortaleza       | 28 años | Publicista               | 6.º y 10.º eliminado                  |
| Angel Prado               | São Paulo       | 40 años | Payaso voluntaria        | 8.ª eliminada                         |
| Deza Correia              | Jaguariúna      | 32 años | Supervisora de marketing | 4.ª eliminada                         |
| Denise Galviolli          | Mirassol        | 29 años | Licenciada en derecho    | 3.ª eliminada                         |
| Rogério Bone              | Serranópolis    | 27 años | Comerciante              | 2.º eliminado                         |
| Marilda Caires            | Montes Claros   | 56 años | Empresaria               | 1.ª eliminada                         |

### Sexta temporada (2020)
La sexta temporada de Bake Off Brasil fue estrenada 15 de agosto de 2020 y finalizó el 12 de diciembre de 2020, contó con 16 participantes y 18 episodios, siendo la ganadora Priscilla Grasso, el segundo lugar Flávio Amoedo y el tercer lugar Thais Macedo.

#### Participantes
| Nombre                | Procedencia           | Edad    | Ocupación                     | Información                |
| --------------------- | --------------------- | ------- | ----------------------------- | -------------------------- |
| Priscilla Grasso      | Indaiatuba            | 38 años | Ama de casa                   | Ganadora                   |
| Flávio Amoedo         | Belém                 | 38 años | Profesor de danza del vientre | 2.º clasificado (duelista) |
| Thais Macedo          | João Pessoa           | 30 años | Asistente social              | 3.ª clasificada            |
| Luis Gustavo          | Porto Feliz           | 19 años | Empleado de panadería         | 16.º eliminado             |
| Fabiana Ramos         | Canoas                | 27 años | Abogada                       | 15.ª eliminada             |
| Paola Galante         | Sorocaba              | 36 años | Profesora de alfabetización   | 7.ª y 14.ª eliminada       |
| Rebeca Pasarelli      | São Jose do Rio Preto | 27 años | Publicista                    | 13.º eliminada             |
| Gabriel Pita          | Ribeirão Preto        | 32 años | Experto en café               | 5.º y 12.º eliminado       |
| Rafael Barbuda        | Río de Janeiro        | 34 años | Técnico en comunicaciones     | 11.º eliminado             |
| Juliana Weitman       | Atibaia               | 34 años | Diseñadora de moda            | 3.ª y 10.ª eliminada       |
| Talita Batista        | São Paulo             | 34 años | Tendera                       | 9.ª eliminada              |
| Alexandre Palione     | Belo Horizonte        | 31 años | Promotor de ventas            | 8.º eliminado              |
| Amanda Morais         | Pedregulho            | 28 años | Profesora de literatura       | 6.ª eliminada              |
| Eduardo Lopes         | Mandaguari            | 24 años | Cajero                        | 4.º eliminado              |
| Gabriel "Biel" Santos | Belo Horizonte        | 33 años | Actor                         | 2.º eliminado              |
| Fernanda Giachini     | São Paulo             | 24 años | Publicista                    | 1.ª eliminada              |

### Séptima temporada (2021)
La séptima temporada de Bake Off Brasil fue estrenada 24 de julio de 2021 y finalizó el 18 de diciembre de 2021, contó con 18 participantes y 21 episodios, siendo el ganador Gileade Santana, el segundo lugar Nathanael Santos y el tercer lugar Júlio Cepe.

#### Participantes
| Nombre               | Procedencia             | Edad    | Ocupación                  | Información                                      |
| -------------------- | ----------------------- | ------- | -------------------------- | ------------------------------------------------ |
| Gileade Santana      | São Paulo               | 35 años | Maestro de construcción    | 10.º eliminado y Ganador                         |
| Nathanael Santos (†) | Maceió                  | 26 años | Comerciante                | Abandono voluntario y 2.º clasificado (duelista) |
| Júlio Cepe           | Londrina                | 20 años | Influencer digital         | 11.º eliminado y 3.º clasificado                 |
| Mariana Baraboldi    | São Paulo               | 29 años | Barman                     | 19.ª eliminada                                   |
| Felipe Ferrara       | Río de Janeiro          | 21 años | Preparador motivacional    | 18.º eliminado                                   |
| William Mendes       | São Paulo               | 36 años | Comisario de vuelo         | 17.º eliminado                                   |
| Ananda Vasconcelos   | São Paulo               | 27 años | Periodista                 | 16.ª eliminada                                   |
| Jonathas Almeida     | Brasília                | 34 años | Publicista                 | 15.º eliminado                                   |
| Caique Beraldo       | São Paulo               | 34 años | Diseñador grafíco          | 12.º y 14.º eliminado                            |
| Luis Moutinho        | Pelotas                 | 32 años | Masajista                  | 1.º y 13.º eliminado                             |
| Mazinho Filho        | São Paulo               | 32 años | Consultor de moda          | 9.º eliminado                                    |
| Vanessa Guaitolini   | Fundão                  | 42 años | Corredora de bienes raíces | 8.ª eliminada                                    |
| Giovanna Reis        | Guarulhos               | 59 años | Pensionada                 | 7.ª eliminada                                    |
| Flavia Soares        | Jaboatão dos Guararapes | 29 años | Estudiante de derecho      | 6.ª eliminada                                    |
| Caroline Baessi      | Taboão da Serra         | 25 años | Fotógrafa                  | 5.ª eliminada                                    |
| Ana Klara Gomes      | Teresina                | 20 años | Profesora de inglés        | 4.ª eliminada                                    |
| Toska Yoskyre        | Caracas                 | 30 años | Traductora                 | 3.ª eliminada                                    |
| Albaniza Itajacy     | Macapá                  | 73 años | Pensionada                 | 2.ª eliminada                                    |

### Octava temporada (2022)
La octava temporada de Bake Off Brasil fue estrenada 6 de agosto de 2022 y finalizó el 17 de diciembre de 2022, contó con 18 participantes y 19 episodios, siendo el ganador Camilo Lucas, el segundo lugar Leonardo Anterio y el tercer lugar Fabiano dos Santos.

#### Participantes
| Nombre             | Procedencia       | Edad    | Ocupación                | Información                         |
| ------------------ | ----------------- | ------- | ------------------------ | ----------------------------------- |
| Camilo Lucas       | Duque de Caxias   | 26 años | Coreógrafo               | Ganador                             |
| Leonardo Anterio   | Curitiba          | 24 años | Gerente comercial        | 2.º clasificado (duelista)          |
| Fabiano dos Santos | Cornélio Procópio | 40 años | Comerciante              | 3.º clasificado                     |
| Lucas Rosa         | São Paulo         | 22 años | Emprendedor              | 16.º eliminado                      |
| Renan Rodrigues    | Granada           | 30 años | Estudiante               | 15.º eliminado                      |
| João Pedro Araujo  | Río de Janeiro    | 27 años | Empresario               | 14.º eliminado                      |
| Maria Laura        | São Paulo         | 30 años | Arquitecta               | 13.ª eliminada                      |
| Emilly Graziela    | São Paulo         | 25 años | Asistente de hospital    | 6.ª eliminada y Abandono voluntario |
| Ethelandia Duarte  | Recife            | 44 años | Decoradora de bodas      | 10.ª y 12.ª eliminada               |
| Márcio Mattos      | Limeira           | 42 años | Cantante de evangelio    | 11.º eliminado                      |
| Juliana Wilken     | São Paulo         | 45 años | Psicóloga                | 9.ª eliminada                       |
| Rodrigo Farias     | São Paulo         | 25 años | Cocinero del hospital    | 8.º eliminado                       |
| Talita Gomes       | Indaiatuba        | 33 años | Vendedora de joyas       | 7.ª eliminada                       |
| Beatriz Maia       | Río de Janeiro    | 28 años | Nutricionista            | 5.ª eliminada                       |
| Fresley Chaves     | Uberlândia        | 39 años | Administrador            | 4.º eliminado                       |
| Rogéria Martins    | Río de Janeiro    | 54 años | Modista                  | 3.ª eliminada                       |
| Thayná Fleira      | Jundiaí           | 26 años | Analista digital         | 2.ª eliminada                       |
| Lola Kaulinis      | Buenos Aires      | 44 años | Diseñadora de interiores | 1.ª eliminada                       |

### Novena temporada (2023)
La novena temporada de Bake Off Brasil fue estrenada 12 de agosto de 2023 y finalizó el 23 de diciembre de 2023, contó con 18 participantes y 19 episodios, siendo el ganador Marcel Toni, el segundo lugar Fabiano Miranda y el tercer lugar Luan Gomes.

#### Participantes
| Nombre           | Procedencia    | Edad    | Ocupación                       | Información                      |
| ---------------- | -------------- | ------- | ------------------------------- | -------------------------------- |
| Marcel Toni      | São Paulo      | 41 años | Comisario de vuelo              | Ganador                          |
| Fabiano Miranda  | Uberaba        | 40 años | Agricultor                      | 2.º clasificado (duelista)       |
| Luan Gomes       | Nilópolis      | 28 años | Electricista de autos           | 11.º eliminado y 3.º clasificado |
| Yorran Salomão   | Castanhal      | 20 años | Creador de contenido digital    | 17.º eliminado                   |
| Joaquim Matheus  | Seropédica     | 26 años | Profesor de baile               | 16.º eliminado                   |
| Maria Inêz       | Niterói        | 41 años | Profesora de educación infantil | 15.ª eliminada                   |
| Emilly Graziela  | São Paulo      | 26 años | Asistente de hospital           | 9.ª y 14.ª eliminada             |
| Daniela Oliveira | Guarani        | 28 años | Influencer digital              | 13.ª eliminada                   |
| Lidia Cardoso    | Campinas       | 28 años | Fotógrafa                       | 10.ª y 12.ª eliminada            |
| Layon Souza      | São Paulo      | 19 años | Estudiante                      | 8.º eliminado                    |
| Flávio Savi      | Ribeirão Preto | 35 años | Banquero                        | 7.º eliminado                    |
| Samuel Nolasco   | Belo Horizonte | 25 años | Cocinero                        | 6.º eliminado                    |
| Cássia Siqueira  | Santos         | 37 años | Modelo                          | 5.ª eliminada                    |
| Tábita Juliéte   | Guarulhos      | 27 años | Artesana                        | 4.ª eliminada                    |
| Natália Polli    | Jundiaí        | 30 años | Estilista personal              | 3.ª eliminada                    |
| Rhaina Mendes    | Guarulhos      | 25 años | Recreadora infantil             | 2.ª eliminada                    |
| Creuza Lima      | Mãe-d'Água     | 35 años | Ama de casa                     | Abandono voluntario              |
| Santiago Junior  | Fortaleza      | 33 años | Diseñador de moda               | 1.º eliminado                    |

### Décima temporada (2024)
La décima temporada de Bake Off Brasil fue estrenada 10 de agosto de 2024 y finalizó el 28 de diciembre de 2024, contó con 18 participantes y 19 episodios, siendo la ganadora Eli Alencar, el segundo lugar Danilo Guerini y el tercer lugar Juliano Faller.

#### Participantes
| Nombre              | Procedencia          | Edad    | Ocupación            | Información                |
| ------------------- | -------------------- | ------- | -------------------- | -------------------------- |
| Eli Alencar         | Juazeiro             | 36 años | Niñera               | Ganadora                   |
| Danilo Guerini      | Vitória              | 40 años | Mecánico industrial  | 2.º clasificado (duelista) |
| Juliano Faller      | Ampére               | 29 años | Mesero               | 3.º clasificado            |
| Fernanda Moreno     | São Luís             | 36 años | Cajera               | 17.ª eliminada             |
| Guilherme Fonseca   | São Paulo            | 26 años | Comisario de vuelo   | 9.º y 16.º eliminado       |
| Raabe Linhares      | Natal                | 27 años | Influencer digital   | 15.º eliminado             |
| Maria Clara Rebello | Montes Claros        | 28 años | Emprendedora         | 14.ª eliminada             |
| Adriele Rodrigues   | Itaboraí             | 33 años | Peluquera            | 4.ª y 13.ª eliminada       |
| Sarah Costa         | Maceió               | 23 años | Arquitecta           | 12.ª eliminada             |
| Leonardo Almeida    | Río de Janeiro       | 41 años | Diseñador industrial | 11.º eliminado             |
| Jean Lima           | São Paulo            | 20 años | Estudiante           | 10.º eliminado             |
| Thiago Barros       | Anajás               | 36 años | Albañil              | 8.º eliminado              |
| Martha Sakamoto     | Penápolis            | 64 años | Jubilada             | 7.ª eliminada              |
| Deivisson Ribeiro   | Serra                | 33 años | Diseñador gráfico    | 6.º eliminado              |
| Luís Felipe Soares  | Río de Janeiro       | 21 años | Vendedor callejero   | 5.º eliminado              |
| Itacira da Silva    | Recife               | 27 años | Cantante             | 3.ª eliminada              |
| Alessandra Ibrahim  | Itapeva              | 52 años | Hipnóloga            | 2.ª eliminada              |
| Elizabete Fonseca   | Conselheiro Lafaiete | 54 años | Vendedora            | 1.ª eliminada              |

## Premios y nominaciones
| Año  | País   | Festival                         | Categoría                    | Receptor        | Resultado |
| ---- | ------ | -------------------------------- | ---------------------------- | --------------- | --------- |
| 2019 | Brasil | Prêmio CONTIGO! Online 2018      | Mejor Reality Show           | Bake Off Brasil | Ganador   |
| 2019 | Brasil | Promax Latin América Awards 2019 | Mejor Divulgación            | Bake Off Brasil | Ganador   |
| 2020 | Brasil | Prêmio CONTIGO! Online 2019      | Mejor Reality Show           | Bake Off Brasil | Ganador   |
| 2021 | Brasil | Troféu Internet                  | Mejor Reality Show           | Bake Off Brasil | Nominado  |
| 2025 | Brasil | Troféu Imprensa                  | Mejor Reality Show de Cocina | Bake Off Brasil | Nominado  |
| 2025 | Brasil | Troféu Internet                  | Mejor Reality Show de Cocina | Bake Off Brasil | Nominado  |

## Bake Off SBT
Bake Off SBT fue la edición especial de fin de año del programa con celebridades de SBT. La primera temporada fue estrenada 23 de diciembre de 2017. Contó un total de 48 concursantes y 6 episodios.
| Edición       | Año  | Ganador             | Subcampeón    | Tercero             |
| ------------- | ---- | ------------------- | ------------- | ------------------- |
| 1.ª temporada | 2017 | Isabella Fiorentino | Nadja Haddad  | Lívia Andrade       |
| 2.ª temporada | 2018 | Patrícia Abravanel  | Carla Fioroni | João Fernandes      |
| 3.ª temporada | 2019 | Junior Mendes       | Lucas Anderi  | Isabella Fiorentino |

### Primera temporada (2017)
La primera temporada fue estrenada 23 de diciembre de 2017 y finalizó el 30 de diciembre de 2017, contó con 16 participantes y 2 episodios, siendo la ganadora Isabella Fiorentino, el segundo lugar Nadja Haddad y el tercer lugar Lívia Andrade.

#### Participantes
| Nombre                | Procedencia          | Edad    | Ocupación           | Información                |
| --------------------- | -------------------- | ------- | ------------------- | -------------------------- |
| Isabella Fiorentino   | São Paulo            | 40 años | Consultora de moda  | Ganadora                   |
| Nadja Haddad          | Nova Iguaçu          | 36 años | Periodista          | 2.ª clasificada (duelista) |
| Lívia Andrade         | São Paulo            | 34 años | Presentadora        | 3.ª clasificada (duelista) |
| Chris Flores          | São Paulo            | 40 años | Presentadora        | 5.ª eliminada              |
| Matheus Ceará         | Fortaleza            | 33 años | Cómico              | 4.º eliminado              |
| Carlo Porto           | Governador Valadares | 36 años | Actor               | 3.º eliminado              |
| Jean Paulo Campos     | São Paulo            | 14 años | Actor               | 3.º eliminado              |
| Karyn Bravo           | São Paulo            | 36 años | Periodista          | 3.ª eliminada              |
| Arlindo Grund         | Recife               | 43 años | Consultor de moda   | 2.º eliminado              |
| Cassius Zeilman       | Porto Alegre         | 29 años | Periodista          | 2.º eliminado              |
| Larissa Manoela       | Guarapuava           | 16 años | Actriz y cantante   | 2.ª eliminada              |
| Valentina Francavilla | Roma                 | 37 años | Asistente de escena | 2.ª eliminada              |
| Bia Arantes           | Piumhi               | 24 años | Actriz              | 1.ª eliminada              |
| Gabriel Santana       | Río de Janeiro       | 18 años | Actor               | 1.º eliminado              |
| João Guilherme Ávila  | São Paulo            | 15 años | Actor y cantante    | 1.º eliminado              |
| Milene Pavorô         | Campinas             | 37 años | Asistente de escena | 1.ª eliminada              |

### Segunda temporada (2018)
La segunda temporada fue estrenada 22 de diciembre de 2018 y finalizó el 29 de diciembre de 2018, contó con 16 participantes y 2 episodios, siendo la ganadora Patrícia Abravanel, el segundo lugar Carla Fioroni y el tercer lugar João Fernandes.

#### Participantes
| Nombre             | Procedencia        | Edad    | Ocupación    | Información                |
| ------------------ | ------------------ | ------- | ------------ | -------------------------- |
| Patrícia Abravanel | São Paulo          | 41 años | Presentadora | Ganadora                   |
| Carla Fioroni      | São Paulo          | 48 años | Actriz       | 2.ª clasificada (duelista) |
| João Fernandes     | Ribeirão Preto     | 39 años | Presentador  | 3.º clasificado (duelista) |
| Silvia Abravanel   | São Paulo          | 47 años | Presentadora | 5.º eliminado              |
| Murilo Cézar       | Piumhi             | 32 años | Actor        | 4.º eliminado              |
| Celso Portiolli    | Maringá            | 51 años | Presentador  | 3.º eliminado              |
| Sophia Valverde    | Curitiba           | 13 años | Actriz       | 3.º eliminado              |
| Victor Pecoraro    | São Caetano do Sul | 40 años | Actor        | 3.º eliminado              |
| Dudu Camargo       | São Paulo          | 20 años | Presentador  | 2.º eliminado              |
| Eliana             | São Paulo          | 45 años | Presentadora | 2.ª eliminada              |
| Graciely Junqueira | Serra              | 18 años | Actriz       | 2.ª eliminada              |
| Otávio Mesquita    | Guarulhos          | 59 años | Presentador  | 2.º eliminado              |
| Apollo Costa       | João Pessoa        | 21 años | Actor        | 1.º eliminado              |
| Igor Jansen        | Fortaleza          | 14 años | Actor        | 1.º eliminado              |
| Mara Maravilha     | Itapetinga         | 50 años | Presentadora | 1.ª eliminada              |
| Raissa Chaddad     | Guarujá            | 16 años | Actriz       | 1.ª eliminada              |

### Tercera temporada (2019)
La tercera temporada fue estrenada 21 de diciembre de 2019 y finalizó el 28 de diciembre de 2019, contó con 16 participantes y 2 episodios, siendo el ganador Junior Mendes, el segundo lugar Lucas Anderi y el tercer lugar Isabella Fiorentino.

#### Participantes
| Nombre              | Procedencia           | Edad    | Ocupación             | Información                |
| ------------------- | --------------------- | ------- | --------------------- | -------------------------- |
| Junior Mendes       | Sousa                 | 41 años | Maquillador           | Ganador                    |
| Lucas Anderi        | Joünié                | 41 años | Estilista             | 2.º clasificado (duelista) |
| Isabella Fiorentino | São Paulo             | 42 años | Consultora de moda    | 3.ª clasificada (duelista) |
| Otávio Mesquita     | Guarulhos             | 60 años | Presentador           | 6.º eliminado              |
| Maisa Silva         | São Bernardo do Campo | 17 años | Presentadora y actriz | 5.ª eliminada              |
| Lívia Andrade       | São Paulo             | 36 años | Presentadora          | 4.ª eliminada              |
| Flavia Pavanelli    | Arujá                 | 21 años | Influencer digital    | 3.ª eliminada              |
| Matheus Ceará       | Fortaleza             | 35 años | Cómico                | 3.º eliminado              |
| Rachel Sheherazade  | João Pessoa           | 46 años | Periodista            | 2.ª eliminada              |
| Sophia Valverde     | Curitiba              | 14 años | Actriz                | 2.ª eliminada              |
| Thaís Melchior      | Río de Janeiro        | 29 años | Actriz                | 2.ª eliminada              |
| Tiago Abravanel     | São Paulo             | 32 años | Actor y presentador   | 2.º eliminado              |
| Arlindo Grund       | Recife                | 46 años | Consultor de moda     | 1.º eliminado              |
| Carlos Nascimento   | Dois Córregos         | 65 años | Periodista            | 1.º eliminado              |
| Juliana Oliveira    | Araçariguama          | 33 años | Asistente de escena   | 1.ª eliminada              |
| Oscar Filho         | Atibaia               | 41 años | Cómico                | 1.º eliminado              |

## Júnior Bake Off Brasil
Júnior Bake Off Brasil fue la edición infantil del programa. La primera temporada fue estrenada 6 de enero de 2018. Contó un total de 40 participantes y 24 episodios.
| Edición       | Año  | Ganador        | Subcampeón       | Tercero                                             |
| ------------- | ---- | -------------- | ---------------- | --------------------------------------------------- |
| 1.ª temporada | 2018 | Arthur Gonzaga | Duda Silveira    | Noah Salzman Thales Moussalli                       |
| 2.ª temporada | 2019 | Gigi Bordezan  | Fred Francavilla | Gian Lucca Coragem                                  |
| 3.ª temporada | 2020 | David Caldeira | Anita Freire     | Eduarda Nogueira Kyara Magalhães Maria Luisa Grandi |

### Primera temporada (2018)
La primera temporada fue estrenada 6 de enero de 2018 y finalizó el 10 de marzo de 2018, contó con 16 participantes y 10 episodios, siendo el ganador Arthur Gonzaga, el segundo lugar Duda Silveira y el tercer lugar Noah Salzman y Thales Moussalli.

#### Participantes
| Nombre                  | Procedencia           | Edad    | Información                |
| ----------------------- | --------------------- | ------- | -------------------------- |
| Arthur Gonzaga          | Juiz de Fora          | 12 años | 2.º eliminado y Ganador    |
| Eduarda "Duda" Silveira | São Bernardo do Campo | 9 años  | 2.ª clasificada (duelista) |
| Noah Salzman            | Santana de Parnaíba   | 10 años | 3.ª clasificada            |
| Thales Moussalli        | São Paulo             | 9 años  | 3.º clasificado            |
| Catarina "Naná" Dutra   | Río de Janeiro        | 9 años  | 7.ª eliminada              |
| Sarah Oliveira          | Guarulhos             | 8 años  | 7.ª eliminada              |
| Isabella "Bella" Maciel | São Paulo             | 12 años | 6.ª eliminada              |
| Gustavo Almeida         | São Paulo             | 10 años | 6.º eliminado              |
| Leonardo Mazzola        | São Paulo             | 12 años | 5.º eliminado              |
| Thiago Nunes            | São José do Rio Preto | 8 años  | 4.º y 5.º eliminado        |
| Luiz Faustino           | São Paulo             | 9 años  | 4.º eliminado              |
| Lanai de Sá             | Campo Grande          | 11 años | 3.ª eliminada              |
| Romeo Vitor             | São Paulo             | 10 años | 3.º eliminado              |
| Giulia Fusco            | São Bernardo do Campo | 11 años | Abandono voluntario        |
| Manu Mariano            | Belo Horizonte        | 10 años | 1.ª eliminada              |
| Sophia Correia          | Santo André           | 11 años | 1.ª eliminada              |

### Segunda temporada (2019)
La segunda temporada fue estrenada 16 de febrero de 2019 y finalizó el 30 de marzo de 2019, contó con 12 participantes y 7 episodios, siendo la ganadora Gigi Bordezan, el segundo lugar Fred Francavilla y el tercer lugar Gian Lucca Coragem.

#### Participantes
| Nombre                   | Procedencia         | Edad    | Información                |
| ------------------------ | ------------------- | ------- | -------------------------- |
| Giovanna "Gigi" Bordezan | São Paulo           | 8 años  | Ganadora                   |
| Fred Francavilla         | São Paulo           | 11 años | 2.º clasificado (duelista) |
| Gian Lucca Coragem       | São Paulo           | 12 años | 3.º clasificado            |
| Enzo Silveira            | São Paulo           | 10 años | 7.º eliminado              |
| Manoela Hadba            | São Paulo           | 8 años  | 4.ª y 6.ª eliminada        |
| Rafaella Pereira         | Santana de Parnaíba | 9 años  | 2.ª y 5.ª eliminada        |
| Yasmin Soares            | Limão               | 10 años | 4.ª y 5.ª eliminada        |
| Pedro "Pedrinho" Lucas   | São Paulo           | 7 años  | 3.º eliminado              |
| Sara Gomes               | Campinas            | 9 años  | 3.ª eliminada              |
| Catarina Queiroz         | Jundiaí             | 10 años | 2.ª eliminada              |
| Pietro Steganha          | Campinas            | 8 años  | 1.º eliminado              |
| Sophia Meneguete         | Atibaia             | 8 años  | 1.ª eliminada              |

### Tercera temporada (2020)
La tercera temporada fue estrenada 15 de febrero de 2020 y finalizó el 28 de marzo de 2020, contó con 12 participantes y 7 episodios, siendo el ganador David Caldeira, el segundo lugar Anita Freire y el tercer lugar Eduarda Nogueira, Kyara Magalhães y Maria Luisa Grandi.

#### Participantes
| Nombre              | Procedencia | Edad    | Información                     |
| ------------------- | ----------- | ------- | ------------------------------- |
| David Caldeira      | Fortaleza   | 11 años | 4.º eliminado y Ganador         |
| Anita Freire        | São Paulo   | 10 años | 2.ª clasificada (duelista)      |
| Eduarda Nogueira    | Araruama    | 11 años | 3.ª clasificada                 |
| Kyara Magalhães     | São Paulo   | 10 años | 3.ª clasificada                 |
| Maria Luisa Grandi  | São Paulo   | 11 años | 4.ª eliminada y 3.ª clasificada |
| Arthur Boeno        | Carapicuíba | 10 años | 1.º y 5.º eliminado             |
| Victor Hugo Martins | São Paulo   | 10 años | 5.º eliminado                   |
| Jun Okumura         | Santos      | 8 años  | 3.º eliminado                   |
| Katherine Tedesco   | São Paulo   | 8 años  | 3.ª eliminada                   |
| Antonella Sanson    | São Paulo   | 10 años | 2.ª eliminada                   |
| Nicolás Mar         | São Paulo   | 10 años | 2.º eliminado                   |
| Tatiana             | São Paulo   | 9 años  | 1.ª eliminada                   |

## Bake Off Celebridades
Bake Off Celebridades fue la edición con celebridades del programa. La primera temporada fue estrenada 20 de febrero de 2021. Contó un total de 48 concursantes y 18 episodios.
| Edición       | Año  | Ganador         | Subcampeón       | Tercero                    |
| ------------- | ---- | --------------- | ---------------- | -------------------------- |
| 1.ª temporada | 2021 | Dony De Nuccio  | Renata Domínguez | Marcello Airoldi Pyong Lee |
| 2.ª temporada | 2022 | Érica Reis      | Bianca Rinaldi   | Diego Montez               |
| 3.ª temporada | 2023 | Natália Deodato | Rodrigo Capella  | Dani Gondim                |

### Primera temporada (2021)
La primera temporada fue estrenada 20 de febrero de 2021 y finalizó el 17 de abril de 2021, contó con 16 participantes y 9 episodios, siendo el ganador Dony De Nuccio, el segundo lugar Renata Dominguez y el tercer lugar Marcello Airoldi y Pyong Lee.

#### Participantes
| Nombre             | Procedencia           | Edad    | Ocupación              | Información                     |
| ------------------ | --------------------- | ------- | ---------------------- | ------------------------------- |
| Dony De Nuccio     | Americana             | 36 años | Presentador            | Ganador                         |
| Renata Domínguez   | Río de Janeiro        | 40 años | Actriz                 | 2.ª clasificada (duelista)      |
| Marcello Airoldi   | Barueri               | 50 años | Actor                  | 5.º eliminado y 3.º clasificado |
| Pyong Lee          | São Paulo             | 28 años | Youtuber               | 6.º eliminado y 3.º clasificado |
| Renata Kuerten     | Braço do Norte        | 32 años | Modelo                 | 7.ª eliminada                   |
| Robson Jassa       | Cuité                 | 41 años | Estilista de pelo      | 7.º eliminado                   |
| Rodrigo Cintra     | São Paulo             | 48 años | Estilista de pelo      | 6.º eliminado                   |
| Thaís Pacholek     | Curitiba              | 37 años | Actriz                 | 5.ª eliminada                   |
| Gabriel Santana    | Río de Janeiro        | 21 años | Actor                  | 4.º eliminado                   |
| Alessandro Campos  | Guaratinguetá         | 39 años | Sacerdote              | 4.º eliminado                   |
| Monalysa Alcântara | Teresina              | 22 años | Modelo                 | 3.ª eliminada                   |
| Maisa Silva        | São Bernardo do Campo | 18 años | Presentadora y actriz  | 3.ª eliminada                   |
| Julio Cocielo      | Osasco                | 27 años | Youtuber               | 2.º eliminado                   |
| Maria Gal          | Salvador              | 45 años | Actriz                 | 2.ª eliminada                   |
| Fernanda Venturini | Araraquara            | 50 años | Exjugadora de voleibol | 1.ª eliminada                   |
| Dalton Vigh        | Río de Janeiro        | 56 años | Actor                  | 1.º eliminado                   |

### Segunda temporada (2022)
La segunda temporada fue estrenada 5 de marzo de 2022 y finalizó el 30 de abril de 2022, contó con 16 participantes y 9 episodios, siendo la ganadora Érica Reis, el segundo lugar Bianca Rinaldi y el tercer lugar Diego Montez.

#### Participantes
| Nombre          | Procedencia          | Edad    | Ocupación        | Información                |
| --------------- | -------------------- | ------- | ---------------- | -------------------------- |
| Érica Reis      | São Paulo            | 39 años | Presentadora     | Ganadora                   |
| Bianca Rinaldi  | São Paulo            | 47 años | Actriz           | 2.ª clasificada (duelista) |
| Diego Montez    | Cotia                | 32 años | Actor            | 3.º clasificado            |
| Nicholas Torres | São Paulo            | 22 años | Actor            | 8.º eliminado              |
| Marcelo Torres  | Andradas             | 46 años | Periodista       | 7.º eliminado              |
| Júlia Olliver   | São Paulo            | 18 años | Actriz           | 6.ª eliminada              |
| Karina Bacchi   | São Manuel           | 45 años | Actriz           | 5.ª eliminada              |
| Carlo Porto     | Governador Valadares | 40 años | Actor            | 5.º eliminado              |
| Sula Miranda    | São Paulo            | 58 años | Cantante         | 4.ª eliminada              |
| Marthina Brandt | Vale Real            | 30 años | Miss Brasil 2015 | 4.ª eliminada              |
| Vincenzo Richy  | Napoli               | 27 años | Actor            | 3.º eliminado              |
| Sebastian Soul  | Belo Horizonte       | 56 años | Actor            | 3.º eliminado              |
| Íris Stefanelli | Tupã                 | 42 años | Presentadora     | 2.ª eliminada              |
| Afonso Nigro    | São Paulo            | 51 años | Cantante         | 2.º eliminado              |
| Suzana Alves    | São Paulo            | 43 años | Actriz           | 1.ª eliminada              |
| Gui Napolitano  | Presidente Prudente  | 31 años | Modelo           | 1.º eliminado              |

### Tercera temporada (2023)
La tercera temporada fue estrenada 11 de marzo de 2023 y finalizó el 6 de mayo de 2023, contó con 16 participantes y 9 episodios, siendo la ganadora Natália Deodato, el segundo lugar Rodrigo Capella y el tercer lugar Dani Gondim.

#### Participantes
| Nombre           | Procedencia    | Edad    | Ocupación                   | Información                |
| ---------------- | -------------- | ------- | --------------------------- | -------------------------- |
| Natália Deodato  | Belo Horizonte | 23 años | Influencer digital y modelo | Ganadora                   |
| Rodrigo Capella  | Río de Janeiro | 40 años | Cómico                      | 2.º clasificado (duelista) |
| Dani Gondim      | Fortaleza      | 29 años | Actriz                      | 3.ª clasificada            |
| Thammy Miranda   | São Paulo      | 39 años | Político                    | 8.º eliminado              |
| Helô Pinheiro    | Río de Janeiro | 77 años | Empresaria                  | 7.ª eliminada              |
| Velson d'Souza   | Ribeirão Preto | 37 años | Actor                       | 6.º eliminado              |
| Eliezer do Carmo | Volta Redonda  | 32 años | Influencer digital          | 5.º eliminado              |
| Carla Vilhena    | Río de Janeiro | 55 años | Presentadora y periodista   | 5.ª eliminada              |
| Barbara Fialho   | Montes Claros  | 34 años | Modelo                      | 4.ª eliminada              |
| Gianne Albertoni | São Paulo      | 41 años | Exmodelo                    | 4.ª eliminada              |
| Michelle Barros  | Maceió         | 43 años | Periodista                  | 3.ª eliminada              |
| MC Davi          | Río de Janeiro | 23 años | Cantante                    | 3.º eliminado              |
| Babi Xavier      | Niterói        | 47 años | Actriz y presentadora       | 2.ª eliminada              |
| Duda Reis        | Volta Redonda  | 21 años | Influencer digital y actriz | Abandono voluntario        |
| Camila Loures    | Belo Horizonte | 27 años | Influencer digital          | 1.ª eliminada              |
| Pimpolho         | São Paulo      | 52 años | Cantante                    | 1.º eliminado              |